# Nekrolog 2. Quartal 1926
Nekrolog
◄◄
| ◄
| 1922
| 1923
| 1924
| 1925
| 1926 | 1927 | 1928 | 1929 | 1930 | ► | ►►
1. Quartal |
2. Quartal |
3. Quartal |
4. Quartal 1926
Weitere Ereignisse | Allgemeiner Nekrolog 1926
Die Beschreibung der verstorbenen Person sollte so kurz wie möglich gehalten sein und nur deren signifikante Tätigkeit(en) enthalten.
Neue Namen ggf. auch unter dem Geburts- und Sterbedatum, also etwa unter 1. Januar und im Geburts- und Sterbejahr (2024) eintragen (nur bei entsprechender großer Wichtigkeit). Für Beispiele siehe die schon vorhandenen Artikel.
Außerdem über die fünf zuletzt Verstorbenen, zu denen es einen ausreichend guten Artikel für eine Präsentation auf der Hauptseite gibt, nach der todesbedingten Überarbeitung der Artikel ggf. auch unter Wikipedia Diskussion:Hauptseite informieren und sie am besten auch in den anderen Wikipedia-Sprachversionen eintragen. Tipp: Regelmäßig bei news.google.de nach „ist tot“, „gestorben“ oder „verstorben“ suchen.
Wenn eine Person gestorben ist, gibt es viele Seiten zu dieser Person in der Wikipedia, die davon auch betroffen sind und entsprechend aktualisiert werden müssen. Beispiele: Namenübersichtsseite, Geburtsjahr, Geburtsort-Seiten und viele mehr.
Wie finde ich die betroffenen Seiten?
Im Suchfeld auf der linken Seite gibt man den Suchbegriff so ein: „Vorname Nachname“. Dann klickt man auf Volltext und alle Seiten mit entsprechendem Suchtext werden aufgerufen. Hier sieht man dann schnell, wo auch das Todesjahr Sinn macht oder sogar ein Teil des Artikels angepasst werden muss. Auch hilft das „Werkzeug“ auf der linken Seite sehr gut, um solche Seiten aufzufinden: „Links auf diese Seite“. Somit ist die Wikipedia wieder aktuell in allen Bereichen! Hinweis: bei Eintragung der Kategorie „Gestorben JAHR“ wird der Missbrauchsfilter 49 ausgelöst, was jedoch nicht schlimm ist. Siehe: Spezial:Missbrauchsfilter/49
Dies ist eine Liste von im zweiten Quartal 1926 verstorbenen bekannten Persönlichkeiten. Die Einträge erfolgen innerhalb der einzelnen Daten alphabetisch sortiert. Tiere sind im Nekrolog für Tiere zu finden.

## April
| Tag       | Name                                                | Beruf, bekannt als                                                                              | Alter | Beleg |
| --------- | --------------------------------------------------- | ----------------------------------------------------------------------------------------------- | ----- | ----- |
| 1. April  | Charles Angrand                                     | französischer Maler und Anarchist                                                               | 71    |       |
| 1. April  | Ernst Siegfried Becher                              | deutscher Naturwissenschaftler                                                                  | 41    |       |
| 1. April  | Amado de la Cueva                                   | mexikanischer Maler                                                                             | 34    |       |
| 1. April  | Alexandra Kalmykowa                                 | russische bzw. sowjetische Pädagogin und Hochschullehrerin                                      | 76    |       |
| 1. April  | Heinrich Pesch                                      | katholischer Theologe, Nationalökonom und Sozialphilosoph                                       | 71    |       |
| 1. April  | Adolf Treichel                                      | deutscher Politiker; Präsident des Volkstags der Freien Stadt Danzig                            | 56    |       |
| 2. April  | Robert Alexander Campbell                           | US-amerikanischer Politiker                                                                     | 93    |       |
| 2. April  | Julius Engel                                        | deutscher Jurist und Politiker, MdHB, Präsident der Hamburgischen Bürgerschaft                  | 83    |       |
| 2. April  | Josef Wokral                                        | österreichischer Bürgermeister der Stadt Steyr und Abgeordneter im Oberösterreichischen Landtag | 51    |       |
| 3. April  | F. Rudolf Vogel                                     | deutscher Architekt, Architekturschriftsteller                                                  | 77    |       |
| 4. April  | Gustave Geffroy                                     | französischer Journalist, Kunstkritiker, Historiker und Schriftsteller                          | 70    |       |
| 4. April  | Bernhard Halle                                      | deutscher Uhrmacher und Feinoptiker                                                             | 83    |       |
| 4. April  | August Thyssen                                      | deutscher Industrieller                                                                         | 83    |       |
| 4. April  | Adolf Wach                                          | deutscher Rechtswissenschaftler                                                                 | 82    |       |
| 5. April  | Georg Daubner                                       | deutscher Landschafts- und Bühnenmaler                                                          | 60    |       |
| 5. April  | Paul am Ende                                        | deutscher Politiker                                                                             | 74    |       |
| 5. April  | Washington Ellsworth Lindsey                        | US-amerikanischer Politiker                                                                     | 63    |       |
| 6. April  | Franz Klein                                         | österreichischer Jurist, Politiker und Minister                                                 | 71    |       |
| 6. April  | Wilhelm Kulemann                                    | deutscher Jurist und Politiker (NLP), MdR                                                       | 74    |       |
| 6. April  | Engelbert Luger                                     | österreichischer Maler und Politiker (CS), Landtagsabgeordneter                                 | 64    |       |
| 6. April  | Hermann Trautmann                                   | deutscher Kaufmann und Politiker (NLP), MdR                                                     | 83    |       |
| 7. April  | Giovanni Amendola                                   | italienischer Politiker, Mitglied der camera und Journalist                                     | 43    |       |
| 7. April  | Heinrich d’Elvert                                   | österreichischer Jurist und Politiker                                                           | 73    |       |
| 7. April  | Mischa Léon                                         | dänischer Opernsänger (Tenor)                                                                   |       |       |
| 7. April  | Hozumi Nobushige                                    | japanischer Rechtsgelehrter                                                                     | 70    |       |
| 7. April  | Ozaki Hōsai                                         | japanischer Haiku-Dichter                                                                       | 41    |       |
| 7. April  | August Sperl                                        | deutscher Archivar, Historiker und Schriftsteller                                               | 63    |       |
| 7. April  | Franz Ziehl                                         | deutscher Bakteriologe                                                                          | 68    |       |
| 8. April  | Johannes Merten                                     | deutscher Marineoffizier, zuletzt Vizeadmiral der Kaiserlichen Marine                           | 68    |       |
| 8. April  | Carl Thämer                                         | deutscher Maschinenbauingenieur                                                                 | 74    |       |
| 8. April  | John Ferguson Weir                                  | US-amerikanischer Maler, Bildhauer, Autor und Professor                                         | 84    |       |
| 9. April  | Karl Lintner                                        | deutscher Brauwissenschaftler                                                                   | 70    |       |
| 9. April  | Henry Miller                                        | englisch-amerikanischer Schauspieler und Regisseur                                              | 67    |       |
| 9. April  | Rogier Verbeek                                      | niederländischer Geologe und Paläontologe                                                       | 81    |       |
| 10. April | Camille Janssen                                     | belgischer Jurist und Generalgouverneur                                                         | 88    |       |
| 10. April | August Nikolaus Müller                              | deutscher Kommunalpolitiker                                                                     | 70    |       |
| 10. April | Ōshima Yoshimasa                                    | japanischer General                                                                             | 75    |       |
| 10. April | Eugen Wolff                                         | deutscher Verwaltungsbeamter, Rittergutsbesitzer und Parlamentarier                             | 67    |       |
| 10. April | Theodor Wyder                                       | schweizerischer Gynäkologe und Geburtshelfer                                                    | 72    |       |
| 11. April | Fritz Boxhammer                                     | deutscher Fußballspieler und Verbandsfunktionär                                                 | 52    |       |
| 11. April | Luther Burbank                                      | US-amerikanischer Pflanzenzüchter                                                               | 77    |       |
| 11. April | Friedrich von Landsberg-Velen und Gemen der Jüngere | preußischer Politiker                                                                           | 75    |       |
| 11. April | Benno Orenstein                                     | deutscher Kaufmann und Eisenbahn-Industrieller                                                  | 74    |       |
| 11. April | Olindo Raggi                                        | italienischer Motorradrennfahrer                                                                | 30    |       |
| 12. April | Clotilde Cerdá                                      | spanische Harfenistin und Komponistin                                                           | 65    |       |
| 12. April | Otto von Dewitz                                     | deutscher Offizier, Verwaltungsjurist, Landrat und Abgeordneter                                 | 75    |       |
| 12. April | Bruno Schrader                                      | deutscher Pianist, Komponist und Musikschriftsteller                                            | 64    |       |
| 13. April | Werner Kaiser                                       | Schweizer Jurit und Politiker                                                                   | 57    |       |
| 14. April | Michail Gerzowitsch Kljazkin                        | polnisch-russischer Schachspieler                                                               |       |       |
| 14. April | Gottfried Merzbacher                                | deutscher Geograph, Alpinist und Forschungsreisender                                            | 82    |       |
| 14. April | Otto Stark                                          | amerikanischer Impressionist                                                                    | 67    |       |
| 14. April | Anna Stemmermann                                    | deutsche Pädagogin und Medizinerin                                                              | 51    |       |
| 14. April | Harry Kirke Swann                                   | englischer Ornithologe und Buchautor                                                            | 55    |       |
| 15. April | Sarah Duhamel                                       | französische Schauspielerin                                                                     | 53    |       |
| 15. April | Binger Hermann                                      | US-amerikanischer Politiker                                                                     | 83    |       |
| 15. April | Georg Liebermann                                    | deutscher Unternehmer                                                                           | 81    |       |
| 15. April | Heinrich Mehler                                     | deutscher Mediziner                                                                             | 66    |       |
| 15. April | Carl Ruge                                           | deutscher Pathologe                                                                             | 79    |       |
| 16. April | Ernst Knopf                                         | deutscher Schriftsteller                                                                        | 53    |       |
| 17. April | Anton Foerster                                      | slowenischer Komponist (Romantik)                                                               | 88    |       |
| 17. April | Philipp Lenz                                        | deutscher Pädagoge und Mundartforscher                                                          | 64    |       |
| 17. April | Franz Neidl                                         | österreichischer Sänger                                                                         | 67    |       |
| 17. April | Charles Noel, 3. Earl of Gainsborough               | britischer Adeliger und Mitglied des House of Lords                                             | 75    |       |
| 17. April | Julius Perathoner                                   | Südtiroler Politiker                                                                            | 77    |       |
| 17. April | Felix Priebatsch                                    | deutscher Historiker, Verleger und Buchhändler                                                  | 59    |       |
| 18. April | Richard van der Borght                              | deutscher Verwaltungsjurist und Hochschullehrer                                                 | 65    |       |
| 18. April | Jan Szczepanik                                      | polnischer Chemiker und Erfinder                                                                | 53    |       |
| 19. April | André Gaudin                                        | französischer Ruderer                                                                           | 51    |       |
| 19. April | James Henry Mays                                    | US-amerikanischer Politiker                                                                     | 57    |       |
| 19. April | Robert Primavesi                                    | österreichischer Unternehmer, Großgrundbesitzer und Parlamentsabgeordneter                      | 71    |       |
| 19. April | Alexander Alexandrowitsch Tschuprow                 | russischer Mathematiker und Statistiker                                                         | 52    |       |
| 19. April | Karl Weule                                          | deutscher Geograph und Ethnologe                                                                | 62    |       |
| 20. April | Gaudenzio Orfali                                    | Franziskaner und Biblischer sowie Christlicher Archäologe                                       | 37    |       |
| 21. April | Wilhelm Döringer                                    | deutscher Maler, Lithograf und Hochschullehrer an der Kunstakademie Düsseldorf                  | 64    |       |
| 21. April | George W. Murray                                    | US-amerikanischer Politiker                                                                     | 72    |       |
| 21. April | Jurij Pilk                                          | sorbischer Komponist                                                                            |       |       |
| 21. April | Andy Wilson                                         | britischer Radrennfahrer                                                                        | 24    |       |
| 22. April | G. Adolf Arndt                                      | deutscher Jurist und Hochschullehrer                                                            | 76    |       |
| 22. April | Federico Gana                                       | chilenischer Schriftsteller                                                                     | 59    |       |
| 22. April | Ferdinand von Lobkowitz                             | österreichisch-böhmischer Politiker                                                             | 75    |       |
| 22. April | Martin Minden                                       | deutscher Verleger und Schriftsteller                                                           | 34    |       |
| 22. April | Wilhelm Schaper                                     | deutscher Pädagoge und Naturforscher                                                            | 71    |       |
| 23. April | August Heinrich                                     | österreichischer Arzt und Paläontologe                                                          | 67    |       |
| 23. April | Joseph Pennell                                      | US-amerikanischer Illustrator und Autor                                                         | 68    |       |
| 23. April | Théodore Roussel                                    | französisch-britischer Maler und Grafiker                                                       | 79    |       |
| 23. April | Alfred von Strachwitz                               | deutscher Rittergutsbesitzer und Politiker (Zentrum), MdR                                       | 71    |       |
| 23. April | Rudolf Wildermann                                   | deutscher katholischer Geistlicher, Lehrer und Politiker (Zentrum), MdL                         | 61    |       |
| 24. April | Arthur von Brauer                                   | badischer Politiker                                                                             | 80    |       |
| 24. April | Franz Hillebrand                                    | österreichischer Philosoph                                                                      | 62    |       |
| 24. April | Basil von Repta                                     | griechisch-orthodoxer Theologe und Hochschullehrer in Czernowitz                                | 84    |       |
| 25. April | Karl Hofmann                                        | österreichischer Landschaftsmaler                                                               | 73    |       |
| 25. April | Ellen Key                                           | schwedische Pädagogin und Schriftstellerin                                                      | 76    |       |
| 25. April | Eduard Lorenz Lorenz-Meyer                          | deutscher Unternehmer und Kunstsammler                                                          | 69    |       |
| 25. April | Giulio Masetti                                      | italienischer Adeliger und Automobilrennfahrer                                                  | 31    |       |
| 25. April | Charles Stuart-Wortley, 1. Baron Stuart of Wortley  | britischer Adliger, Jurist und Politiker, Mitglied des House of Commons                         | 74    |       |
| 25. April | Sunjong                                             | Kaiser Groß-Koreas zum Ende der Joseon-Dynastie und Annektierung Koreas durch Japan             | 52    |       |
| 26. April | Mykola Biljaschiwskyj                               | ukrainischer Archäologe, Anthropologe, Ethnograph und Kunsthistoriker                           | 58    |       |
| 26. April | Jules Gilliéron                                     | schweizerisch-französischer Romanist und Dialektologe                                           | 71    |       |
| 26. April | Engelbert Kobald                                    | österreichischer Physiker und Mathematiker                                                      | 77    |       |
| 27. April | Wilhelm Rodewald                                    | deutscher Journalist und Schriftsteller in plattdeutscher Sprache, Sängerführer                 | 59    |       |
| 28. April | Henry B. Cassel                                     | US-amerikanischer Politiker                                                                     | 70    |       |
| 28. April | Kawamura Kageaki                                    | japanischer Generalfeldmarschall                                                                | 76    |       |
| 28. April | Adolf Ott                                           | deutscher Priester und Offizial                                                                 | 56    |       |
| 28. April | Paul Rampold                                        | deutscher Marineoffizier, zuletzt Konteradmiral, sowie Verbandsfunktionär und Marineattaché     | 65    |       |
| 28. April | Fritz Rausenberger                                  | deutscher Waffentechniker                                                                       | 58    |       |
| 29. April | William E. English                                  | US-amerikanischer Politiker                                                                     | 75    |       |
| 29. April | Max Prels                                           | österreichischer Schriftsteller und Publizist                                                   | 47    |       |
| 29. April | Christopher Shearer                                 | US-amerikanischer Landschaftsmaler der Düsseldorfer Schule                                      | 79    |       |
| 30. April | Bessie Coleman                                      | US-amerikanische Pilotin                                                                        | 34    |       |
| 30. April | Nikolai Wassiljewitsch Tschaikowski                 | russischer Revolutionär und Politiker                                                           | 75    |       |
| 30. April | Ludwig Wagner                                       | österreichischer Politiker (CSP), Landtagsabgeordneter                                          | 71    |       |
| 30. April | Richard Weiskirchner                                | österreichischer Jurist und christlichsozialer Politiker, Landtagsabgeordneter                  | 65    |       |

## Mai
| Tag     | Name                                  | Beruf, bekannt als                                                                                              | Alter | Beleg |
| ------- | ------------------------------------- | --- | ----- | ----- |
| 1. Mai  | Friedrich von Heyden                  | deutscher Chemiker und Unternehmer                                                                              | 88    |       |
| 1. Mai  | Franz Albert Jüttner                  | deutscher Illustrator, Zeichner und Karikaturist                                                                | 61    |       |
| 1. Mai  | Isabella May                          | englisch-neuseeländische Suffragette, Mitglied der Women’s Christian Temperance Union New Zealand und Kleidu... | 77    |       |
| 1. Mai  | Edward J. McDermott                   | US-amerikanischer Politiker                                                                                     | 73    |       |
| 1. Mai  | Siegmund Salfeld                      | deutscher Rabbiner, Pädagoge und Autor                                                                          | 83    |       |
| 02. Mai | Frank Moore                           | britischer Sportschütze                                                                                         | 74    |       |
| 2. Mai  | Gustav Adolph Zschoche                | deutscher Holzstecher                                                                                           | 81    |       |
| 3. Mai  | Paul Ikier                            | deutscher Jurist, Verwaltungsbeamter und Rittergutsbesitzer                                                     | 59    |       |
| 3. Mai  | Maximilian Pfeiffer                   | deutscher Politiker (Zentrum), MdR                                                                              | 50    |       |
| 3. Mai  | Oscar Straus                          | US-amerikanischer Diplomat und Politiker                                                                        | 75    |       |
| 3. Mai  | Knut Wicksell                         | schwedischer Ökonom                                                                                             | 74    |       |
| 4. Mai  | Albert Berthold                       | deutscher Schauspieler, Theaterdirektor                                                                         | 85    |       |
| 4. Mai  | Carl Damm                             | Landtagsabgeordneter Volksstaat Hessen                                                                          | 68    |       |
| 4. Mai  | Edwin W. Keightley                    | US-amerikanischer Politiker                                                                                     | 82    |       |
| 4. Mai  | Siegfried Meurer                      | deutscher Maschinenbauer, Unternehmer und Bergsteiger                                                           | 85    |       |
| 4. Mai  | Friedrich Rintelen                    | deutscher Kunsthistoriker                                                                                       | 45    |       |
| 5. Mai  | Franz von Soxhlet                     | deutscher Chemiker                                                                                              | 78    |       |
| 6. Mai  | Lynden Evans                          | US-amerikanischer Politiker                                                                                     | 67    |       |
| 6. Mai  | Wilhelm Jestädt                       | deutscher katholischer Pfarrer und Ehrenbürger Fritzlars                                                        | 60    |       |
| 6. Mai  | Hugo Kämper                           | preußischer Generalleutnant                                                                                     | 80    |       |
| 6. Mai  | Heinrich Schneider                    | deutscher Hofjuwelier                                                                                           | 67    |       |
| 7. Mai  | Anna Brunnemann                       | deutsche Journalistin und Philologin                                                                            | 61    |       |
| 7. Mai  | Alfred Dittmarsch                     | deutscher Bergbauingenieur                                                                                      | 90    |       |
| 7. Mai  | John Gaff Gillespie                   | britischer Architekt                                                                                            | 55    |       |
| 7. Mai  | Rudolf von Hantelmann                 | deutscher Rittergutsbesitzer und Hofbeamter                                                                     | 51    |       |
| 7. Mai  | Eugen Jäger                           | deutscher Verleger, Publizist und Politiker, MdR                                                                | 83    |       |
| 7. Mai  | Otto Laser                            | deutscher Bürgermeister, Landrat und Politiker (NLP, DDP), MdR                                                  | 57    |       |
| 8. Mai  | W. A. B. Coolidge                     | britischer Bergsteiger, Theologe und Publizist                                                                  | 75    |       |
| 8. Mai  | Stephen Paget                         | britischer Chirurg und Onkologe                                                                                 | 70    |       |
| 8. Mai  | Jakob Wyrsch                          | Schweizer Politiker                                                                                             | 64    |       |
| 8. Mai  | Rida Johnson Young                    | US-amerikanische Dramatikerin, Liedermacherin und Librettistin                                                  | 51    |       |
| 9. Mai  | Edmund Landolt                        | Schweizer Ophthalmologe                                                                                         | 79    |       |
| 9. Mai  | Wilhelm August Lay                    | deutscher Pädagoge                                                                                              | 63    |       |
| 9. Mai  | Benjamin Barker Odell                 | US-amerikanischer Politiker und Gouverneur des Bundesstaates New York (1901–1905)                               | 72    |       |
| 10. Mai | François Bonnardot                    | französischer Historiker, Romanist und Mediävist                                                                | 82    |       |
| 10. Mai | Alexei Jermolajewitsch Ewert          | russischer General im Ersten Weltkrieg                                                                          | 69    |       |
| 10. Mai | Carl Hering                           | US-amerikanischer Ingenieur                                                                                     | 66    |       |
| 10. Mai | Alton B. Parker                       | US-amerikanischer Jurist und US-Präsidentschaftskandidat 1904                                                   | 73    |       |
| 11. Mai | Rudolf Frank                          | deutscher Chemiker                                                                                              | 63    |       |
| 11. Mai | Eduard Kisker                         | deutscher Unternehmer                                                                                           | 75    |       |
| 11. Mai | Paul Krüger                           | deutscher Rechtshistoriker                                                                                      | 86    |       |
| 11. Mai | Hanna Mecke                           | deutsche Kindergärtnerin und Fröbelpädagogin                                                                    | 69    |       |
| 11. Mai | Martha Summerhayes                    | US-amerikanische Autorin                                                                                        |       |       |
| 11. Mai | Adolf Vinnen                          | Bremer Reeder, Unternehmensgründer und Politiker, MdBB                                                          | 58    |       |
| 12. Mai | Huldreich Matthes                     | deutscher Forstmann und Hochschullehrer                                                                         | 75    |       |
| 12. Mai | Caspar August Neuhaus                 | deutscher Zigarrenfabrikant und Politiker (Zentrum), MdR                                                        | 65    |       |
| 12. Mai | David Selver                          | Rabbiner in Darmstadt                                                                                           | 70    |       |
| 13. Mai | August Bender                         | deutscher Chemiker und Unternehmer                                                                              | 79    |       |
| 13. Mai | Artur Fürst                           | deutscher Schriftsteller                                                                                        | 46    |       |
| 13. Mai | Bernhard König                        | deutscher Apotheker und Landtagsabgeordneter                                                                    | 78    |       |
| 13. Mai | Eugen Oder                            | deutscher Klassischer Philologe und Gymnasiallehrer                                                             | 63    |       |
| 14. Mai | Adolf Bergman                         | schwedischer Tauzieher                                                                                          | 47    |       |
| 14. Mai | Christian Kraft zu Hohenlohe-Öhringen | deutscher Standesherr, Unternehmer und Politiker, MdR                                                           | 78    |       |
| 14. Mai | Wilhelm Neumann-Walter                | österreichischer Politiker (DnP), Abgeordneter zum Nationalrat                                                  | 52    |       |
| 15. Mai | Albert W. Gilchrist                   | US-amerikanischer Politiker                                                                                     | 68    |       |
| 15. Mai | Arnold Peter Jessen                   | deutscher Kunsthistoriker                                                                                       | 67    |       |
| 15. Mai | Julius Pölkow                         | deutscher Politiker (DNVP, DVFP), MdL                                                                           | 59    |       |
| 16. Mai | Otto Kirberg                          | deutscher Maler                                                                                                 | 76    |       |
| 16. Mai | Mehmed VI.                            | Sultan des Osmanischen Reiches (1918–1922)                                                                      | 65    |       |
| 17. Mai | Georg Wilhelm Abel                    | guatemaltekischer Diplomat                                                                                      | 73    |       |
| 17. Mai | Juchym Fessenko                       | ukrainischer Drucker und Verleger                                                                               | 76    |       |
| 17. Mai | Franz Vogel                           | deutscher Minoritenpater und Guardian                                                                           | 75    |       |
| 17. Mai | Florián Zajíc                         | tschechischer Komponist und Musikpädagoge                                                                       | 73    |       |
| 18. Mai | James Thomson Bottomley               | irischer Physiker und Chemiker                                                                                  | 81    |       |
| 18. Mai | Maria Dehli                           | norwegische Frauenrechtlerin                                                                                    | 74    |       |
| 18. Mai | Henri Feur                            | französischer Glasmaler                                                                                         | 88    |       |
| 18. Mai | Bernard Pyne Grenfell                 | britischer Papyrologe                                                                                           | 56    |       |
| 18. Mai | Lucien Herr                           | französischer Bibliothekar                                                                                      | 62    |       |
| 18. Mai | Miklós Szécsen                        | ungarischer Großgrundbesitzer, Hofmarschall und Diplomat Österreich-Ungarns.                                    | 68    |       |
| 19. Mai | Paul Foucart                          | Altphilologe und Epigraphiker                                                                                   | 90    |       |
| 19. Mai | Julius Kratter                        | österreichischer Rechtsmediziner und Rektor der Universität Graz                                                | 78    |       |
| 19. Mai | Carl Pinschof                         | österreichisch-ungarischer Honorarkonsul und Unternehmer in Australien                                          | 71    |       |
| 19. Mai | Joseph C. Sibley                      | US-amerikanischer Politiker                                                                                     | 76    |       |
| 20. Mai | De Witt C. Badger                     | US-amerikanischer Politiker                                                                                     | 67    |       |
| 20. Mai | Bodo von der Horst                    | preußischer Generalleutnant                                                                                     | 87    |       |
| 20. Mai | Gerhard Maier                         | deutscher Zisterzienserabt                                                                                      | 70    |       |
| 20. Mai | Fritz Mouson                          | deutscher Seifen- und Parfüm-Fabrikant                                                                          | 41    |       |
| 21. Mai | Georgi Catoire                        | russischer Komponist                                                                                            | 65    |       |
| 21. Mai | Ronald Firbank                        | britischer Schriftsteller                                                                                       | 40    |       |
| 21. Mai | Friedrich Kluge                       | deutscher Sprachwissenschaftler                                                                                 | 69    |       |
| 22. Mai | Conrad Kindermann                     | deutscher Fotograf                                                                                              | 84    |       |
| 23. Mai | Leopoldine Fuhrich                    | österreichische Höhlenforscherin                                                                                | 27    |       |
| 23. Mai | Karl Holl                             | deutscher Theologe, Hochschullehrer für Theologie und Kirchengeschichte                                         | 60    |       |
| 23. Mai | Hans Koessler                         | deutscher Komponist                                                                                             | 73    |       |
| 23. Mai | Eduard Stahl                          | deutscher Architekt                                                                                             | 76    |       |
| 24. Mai | Josef Eisenmeier                      | österreichischer Philosoph und Psychologe                                                                       | 54    |       |
| 24. Mai | Robert Engels                         | deutscher Maler, Graphiker, Lithograf, Kunstgewerbler und -professor                                            | 60    |       |
| 24. Mai | Ulrich Philipp Moller                 | deutscher Jurist und Politiker, MdHB                                                                            | 89    |       |
| 24. Mai | Joseph Lafayette Rawlins              | US-amerikanischer Politiker                                                                                     | 76    |       |
| 25. Mai | Antonín Němec                         | tschechischer Sozialdemokrat                                                                                    | 68    |       |
| 25. Mai | Symon Petljura                        | ukrainischer Politiker                                                                                          | 47    |       |
| 26. Mai | Frank Nelson Cole                     | US-amerikanischer Mathematiker                                                                                  | 64    |       |
| 26. Mai | Johann Hamspohn                       | deutscher Unternehmer und Politiker (DHP), MdR                                                                  | 86    |       |
| 26. Mai | Srečko Kosovel                        | slowenischer Schriftsteller                                                                                     | 22    |       |
| 26. Mai | Frank Joseph McNulty                  | US-amerikanischer Politiker                                                                                     | 53    |       |
| 27. Mai | Jeanna Bauck                          | schwedisch-deutsche Landschafts- und Porträtmalerin                                                             | 85    |       |
| 27. Mai | Valeska Gräfin Bethusy-Huc            | deutsche Schriftstellerin                                                                                       | 76    |       |
| 27. Mai | Wilhelm Haag                          | deutscher Weingärtner und Politiker                                                                             | 74    |       |
| 27. Mai | Hermann von Kiesenwetter              | sächsischer Generalmajor                                                                                        | 61    |       |
| 27. Mai | Alexander Anton Rosenberg             | baltischer Mediziner                                                                                            | 86    |       |
| 28. Mai | James Cantlie                         | britischer Arzt und Chirurg                                                                                     | 75    |       |
| 28. Mai | Michael Ogertschnig                   | österreichischer Porträtmaler                                                                                   | 80    |       |
| 28. Mai | Robert Zuckerkandl                    | österreichischer Jurist                                                                                         | 69    |       |
| 28. Mai | Johann von Zwehl                      | preußischer General der Infanterie im Ersten Weltkrieg                                                          | 74    |       |
| 29. Mai | Anton Bennewitz                       | böhmischer Geiger, Dirigent und Violinpädagoge                                                                  | 93    |       |
| 29. Mai | Wilmot Fawkes                         | britischer Admiral                                                                                              | 79    |       |
| 29. Mai | Vilmos Vázsonyi                       | ungarischer Politiker, Jurist und Minister                                                                      | 58    |       |
| 30. Mai | Edward Babák                          | tschechischer Physiologe                                                                                        | 52    |       |
| 30. Mai | Michał Gorstkin-Wywiórski             | polnischer Landschaftsmaler                                                                                     | 65    |       |
| 30. Mai | Robert Koelle                         | deutscher Politiker                                                                                             | 81    |       |
| 30. Mai | Wladimir Andrejewitsch Steklow        | russischer Mathematiker                                                                                         | 62    |       |
| 31. Mai | Fedir Anders                          | ukrainischer Ingenieur und Erbauer des ersten ukrainischen Luftschiffs                                          | 57    |       |
| 31. Mai | Stanisław Masłowski                   | polnischer Maler                                                                                                | 72    |       |
| Mai     | Thomas Vere Hodgson                   | britischer Biologe und Polarforscher                                                                            | 62    |       |
| Mai     | Johann Josef Keller                   | deutscher Unternehmer und Firmengründer                                                                         | 56    |       |

## Juni
| Tag      | Name                                    | Beruf, bekannt als                                                                          | Alter | Beleg |
| -------- | --------------------------------------- | ------------------------------------------------------------------------------------------- | ----- | ----- |
| 1. Juni  | William Wright Heard                    | US-amerikanischer Politiker                                                                 | 73    |       |
| 2. Juni  | Hans Hermann von Berlepsch              | deutscher Verwaltungsjurist, Minister und Sozialreformer in Preußen                         | 83    |       |
| 2. Juni  | Stephen R. Fitzgarrald                  | US-amerikanischer Politiker                                                                 | 71    |       |
| 2. Juni  | William Boog Leishman                   | schottischer Tropenarzt und Pathologe                                                       | 60    |       |
| 2. Juni  | Marie Roze                              | französische Opernsängerin (Mezzosopran)                                                    | 80    |       |
| 2. Juni  | Hersal Thomas                           | US-amerikanischer Jazz- und Bluespianist                                                    | 19    |       |
| 3. Juni  | Elise Elizza                            | österreichische Opernsängerin (Sopran) und Gesangspädagogin                                 | 56    |       |
| 3. Juni  | Oskar John von Freyend                  | preußischer Generalleutnant                                                                 | 68    |       |
| 3. Juni  | Rudolf Oeser                            | deutscher Journalist und Politiker (DFP, DtVP, DDP), MdR und Reichsminister                 | 67    |       |
| 3. Juni  | Alexander zu Solms-Braunfels            | österreichischer Sportfunktionär                                                            | 70    |       |
| 4. Juni  | Robert Gnehm                            | Schweizer Chemiker                                                                          | 73    |       |
| 4. Juni  | Georg Haccius                           | deutscher Theologe                                                                          | 78    |       |
| 4. Juni  | Karl Haybäck                            | österreichischer Architekt                                                                  | 64    |       |
| 4. Juni  | Oswald Hillebrand                       | österreichisch-böhmischer Politiker und Redakteur                                           | 46    |       |
| 4. Juni  | Gerhard Hotz                            | Schweizer Chirurg                                                                           | 45    |       |
| 5. Juni  | Giovanni Anastasi                       | italienisch-schweizerischer Lehrer, Journalist und Schriftsteller                           | 64    |       |
| 5. Juni  | Archibald Buttars                       | US-amerikanischer Politiker                                                                 | 87    |       |
| 5. Juni  | Gabriel von Hackl                       | deutsch-österreichischer Maler des Historismus                                              | 83    |       |
| 6. Juni  | Anna Russell Cole                       | US-amerikanische Philanthropin                                                              | 80    |       |
| 6. Juni  | Adolf Hagen                             | deutscher Komponist und Kapellmeister                                                       | 74    |       |
| 6. Juni  | Franz Bruno Hofmann                     | österreichischer Physiologe                                                                 | 56    |       |
| 6. Juni  | Meyer London                            | US-amerikanischer Politiker                                                                 | 54    |       |
| 7. Juni  | Watson C. Squire                        | US-amerikanischer Gouverneur und Senator von Washington                                     | 88    |       |
| 7. Juni  | Nikolos Tschcheidse                     | georgischer Politiker (Sozialdemokrat)                                                      |       |       |
| 8. Juni  | Hermann Baumgart                        | deutscher Germanist und Hochschullehrer                                                     | 83    |       |
| 8. Juni  | Leopoldine Blasel                       | österreichische Opernsängerin (Sopran) und Theaterschauspielerin                            | 67    |       |
| 8. Juni  | Mariam Thresia Chiramel Mankidiyan      | indische Ordensschwester und Selige                                                         | 50    |       |
| 8. Juni  | Rudolf Gleye                            | deutscher Politiker, Ingenieur und Architekt                                                | 45    |       |
| 8. Juni  | Emily Hobhouse                          | britische Menschenrechtsaktivistin                                                          | 66    |       |
| 9. Juni  | Sanford Dole                            | hawaiischer Politiker und Jurist                                                            | 82    |       |
| 9. Juni  | Georg Schlosser                         | deutscher evangelischer Theologe                                                            | 80    |       |
| 9. Juni  | Bob Whittingham                         | englischer Fußballspieler                                                                   |       |       |
| 10. Juni | Louis Fleury                            | französischer Flötist und Musikpublizist                                                    | 48    |       |
| 10. Juni | Isidor Klimont                          | österreichischer Chemiker und Hochschullehrer                                               | 57    |       |
| 10. Juni | Antoni Gaudí                            | spanischer Architekt des katalanischen Modernismus                                          | 73    |       |
| 10. Juni | Helene Sumper                           | deutsche Lehrerin, Frauenrechtlerin und Sozialpolitikerin                                   | 71    |       |
| 10. Juni | Conrad von Wangenheim                   | deutscher Gutsbesitzer, und Agrarpolitiker, MdR                                             | 76    |       |
| 11. Juni | Paul Rahl                               | deutscher Ingenieur und Politiker (NSFP), MdR                                               | 48    |       |
| 11. Juni | Hans Thaler                             | österreichischer Gynäkologe und Geburtshelfer                                               | 47    |       |
| 12. Juni | Gottlieb Fischer                        | württembergischer Landtagsabgeordneter                                                      | 59    |       |
| 12. Juni | Ellen Neustädter                        | deutsche Schauspielerin, Sängerin, Schauspiellehrerin und Regisseurin                       | 44    |       |
| 13. Juni | Johann Barbieri                         | österreichisch-schweizerischer Chemiker und Hochschullehrer                                 | 74    |       |
| 13. Juni | Lawrence J. Flaherty                    | US-amerikanischer Politiker                                                                 | 47    |       |
| 13. Juni | Robert O. Harris                        | US-amerikanischer Jurist und Politiker                                                      | 71    |       |
| 13. Juni | Gottfried Lindauer                      | böhmisch-neuseeländischer Maler                                                             | 87    |       |
| 13. Juni | Hafız Mehmed                            | osmanisch-türkischer Politiker und Jurist                                                   |       |       |
| 13. Juni | Heinrich Swoboda                        | österreichischer Althistoriker                                                              | 69    |       |
| 14. Juni | Mary Cassatt                            | US-amerikanische Malerin des Impressionismus                                                | 82    |       |
| 14. Juni | Berthold Kellermann                     | deutscher Pianist, Klavierpädagoge und Hochschullehrer                                      | 73    |       |
| 15. Juni | Hermann Maul                            | Ehrenbürger in Harburg, heute Ortsteil von Hamburg                                          | 67    |       |
| 15. Juni | Jeanne de Vietinghoff                   | belgisch-schweizerische Schriftstellerin                                                    | 50    |       |
| 16. Juni | Wilhelm Georg Ritter                    | deutscher Maler                                                                             | 76    |       |
| 16. Juni | Bogislav Friedrich Wilhelm von Schwerin | preußischer General                                                                         | 74    |       |
| 18. Juni | Carlos Baliño                           | kubanischer Politiker                                                                       | 78    |       |
| 18. Juni | Anton Hrodegh                           | österreichischer Pfarrer und Prähistoriker                                                  | 50    |       |
| 18. Juni | Olga Konstantinowna Romanowa            | Frau von Georg I. von Griechenland aus dem Geschlecht der Romanow                           | 74    |       |
| 18. Juni | Eugen Schmohl                           | deutscher Architekt und Hochschullehrer                                                     | 45    |       |
| 18. Juni | Bruno von Waldthausen                   | deutscher Jurist, Unternehmer und Politiker                                                 | 64    |       |
| 19. Juni | Wolodymyr Oskilko                       | ukrainischer Generalleutnant und Putschist                                                  | 33    |       |
| 19. Juni | Georg von Wachter                       | preußischer Generalleutnant                                                                 | 66    |       |
| 20. Juni | Lorne Currie                            | britischer Segler                                                                           | 54    |       |
| 20. Juni | Robert Piloty                           | deutscher Rechtswissenschaftler, Politiker (DDP) und Kunstsammler                           | 62    |       |
| 20. Juni | August Volz                             | deutscher Bildhauer                                                                         | 75    |       |
| 21. Juni | Philip Burne-Jones                      | britischer Kunstmaler und Illustrator                                                       | 64    |       |
| 21. Juni | Gerhard Holm                            | schwedischer Geologe und Paläontologe                                                       | 73    |       |
| 21. Juni | Richard Sternfeld                       | deutscher Historiker                                                                        | 67    |       |
| 22. Juni | Norman Garstin                          | irischer Maler des Spätimpressionismus                                                      | 78    |       |
| 22. Juni | Fernando C. Layton                      | US-amerikanischer Politiker                                                                 | 79    |       |
| 22. Juni | Hermann Suter                           | Schweizer Komponist und Dirigent                                                            | 56    |       |
| 23. Juni | Johanna André                           | deutsche Theaterschauspielerin, Opernsängerin (Sopran) und Gesangspädagogin                 | 64    |       |
| 23. Juni | Eduard Doctor                           | böhmischer Textilunternehmer                                                                | 68    |       |
| 23. Juni | Jón Magnússon                           | isländischer Politiker und zweifacher Justiz- und Premierminister Islands                   | 67    |       |
| 23. Juni | Joan Llimona i Bruguera                 | katalanischer Maler                                                                         | 66    |       |
| 24. Juni | Vilhelm Garde                           | dänischer Marineoffizier und Polarforscher                                                  | 66    |       |
| 25. Juni | Francis Clery                           | irisch-britischer Offizier der British Army, zuletzt Lieutenant-General                     | 88    |       |
| 25. Juni | Charles Eugene Fuller                   | US-amerikanischer Politiker                                                                 | 77    |       |
| 25. Juni | Max Laurence                            | deutscher Schauspieler                                                                      | 73    |       |
| 25. Juni | Wilhelm Lüddecke                        | sächsischer Generalmajor                                                                    | 64    |       |
| 25. Juni | Eduard Rosenthal                        | deutscher Rechtswissenschaftler, Rechtshistoriker, Hochschullehrer und Politiker (NLP, DDP) | 72    |       |
| 26. Juni | August Noack                            | Landtagsabgeordneter Großherzogtum Hessen                                                   | 68    |       |
| 26. Juni | Anna Peters                             | deutsche Blumen-, Stillleben- und Landschaftsmalerin                                        | 83    |       |
| 27. Juni | Ludwig Brahm                            | deutscher Theaterschauspieler                                                               | 64    |       |
| 28. Juni | Cäsar Pomeranz                          | österreichischer Chemiker                                                                   | 66    |       |
| 28. Juni | August Prell                            | deutscher Verleger und Journalist                                                           | 70    |       |
| 28. Juni | Eugen von Ransonnet-Villez              | österreichischer Maler und Diplomat                                                         | 88    |       |
| 28. Juni | Moritz Seidel                           | deutscher Verwaltungsjurist                                                                 | 72    |       |
| 29. Juni | August Esenwein                         | deutsch-amerikanischer Architekt                                                            | 69    |       |
| 29. Juni | Friedrich Karl Ginzel                   | österreichischer Astronom                                                                   | 76    |       |
| 29. Juni | Eugen Kapretz                           | österreichischer General der Artillerie                                                     | 56    |       |
| 30. Juni | Eva Gore-Booth                          | irische Dichterin, Sozialaktivistin und Feministin                                          | 56    |       |
| 30. Juni | Wilhelm Janauschek                      | österreichischer römisch-katholischer Geistlicher                                           | 66    |       |
| 30. Juni | Carl Laser Ladewig                      | Berliner Stadtverordneter, Justizrat, Notar und Rechtsanwalt                                | 71    |       |
| 30. Juni | Lionel Royer                            | französischer Maler                                                                         | 73    |       |